# Attack of the Graske
Attack of the Graske (l'attaque du Graske) est un mini-épisode interactif spécial du feuilleton télévisé britannique de science-fiction Doctor Who. Il fut diffusé le 25 décembre 2005 sur la chaîne interactive BBC Red Button. Le jeu était jouable depuis sur le site de la BBC.

## Accroche
Pendant que Rose est restée à un concert du groupe ABBA, le Docteur invite le joueur à l'aider à vaincre un être malfaisant nommé le Graske.

## Distribution
- David Tennant : Le Docteur
- Jimmy Vee : Le Graske
- Lisa Palfrey : La maman
- Nicholas Beveney : Le papa
- Mollie Kabia : La fille
- James Harris : Le garçon
- Robin Meredith : Le grand-père
- Gwenyth Petty : La grand-mère
- Roger Nott : Le vieil homme
- Catherine Olding : La jeune femme
- Ben Oliver : Urchin

## Résumé
Le jeu est en vue subjective avec le Docteur s'adressant au joueur directement. Il explique qu'en l'absence de Rose, restée en 1979 pour assister à un concert du groupe ABBA il va avoir besoin de son aide et il utilise son tournevis sonique afin de modifier la télécommande du joueur. Il cherche à débusquer un Graske, un être malfaisant qui envahit les planètes en prenant possession de ses habitants. Le Docteur amène le joueur à regarder deux vidéos du Noël d'une famille anglaise, l'une vue du téléviseur, l'autre vue par le caméscope tenu par une jeune fille, et d'essayer de deviner quel membre est possédé par une force étrange.
Lorsque celui-ci est deviné, un Graske apparaît et hypnotise le père de famille. Le Docteur demande au joueur de contrôler le TARDIS via un mini-jeu puis de repérer la trace du Graske dans un autre mini-jeu. La caméra se dirige dans une rue enneigée lors d'un Noël du XIXe siècle et circule entre les différentes personnes. Il s'agit pour le joueur de repérer où se cache le Graske. Une fois débusqué celui-ci prend possession d'un jeune garçon, Urchin.
Le Docteur emmène le joueur dans le repaire des Graske, protégé par différentes portes s'ouvrant par des mini-jeux. Des Graskes s'affairent autour de corps en stases issus de différentes planètes et de différents temps. Le Docteur libère un Slitheen qui poursuit les Graskes et demande au joueur de faire un choix entre deux boutons, l'un permettant de téléporter tout le monde dans son lieu d'origine, l'autre de geler tout le monde sur place.
Selon le choix du joueur, l'épisode donnera lieu à deux fins différentes :
- Dans l'une, les parents sont toujours possédés et parlent de façon mécanique, ce qui fait pleurer la benjamine qui a l'impression que ses parents ont gâché Noël.
- Dans la seconde, les parents reviennent à eux et Noël peut continuer.

Le Docteur évalue le score du joueur. Selon les actions, le Docteur estime s'il n'est pas "prêt" ou s'il y a une possibilité qu'il revienne faire appel à lui dans le futur. Il réutilise son tournevis sonique pour enlever la modification sur la télécommande et dit au revoir au joueur.

### Continuité
- On voit un Slitheen parmi les extra-terrestres enlevés par le Graske.
- Les Graskes seront revus dans un mini-épisode ainsi que dans la série spin-off The Sarah Jane Adventures.
- Le compte à rebours au début de l'épisode utilise l'alphabet de Gallifrey utilisé dans les romans dérivés de Doctor Who. La musique qui est jouée durant ce compte à rebours est une réorchestration du thème de Doctor Who.